# بهنا (مقاطعة فيروزآباد)
بهنا (بالإنجليزية: Mazraeh-ye Pahna)‏ هي منطقة سكنية تقع في فارس في إيران. يقدر عدد سكانها بـ 42 نسمة .